# Drachenwurz
Die Drachenwurz (Calla palustris), auch Sumpf-Calla, Sumpfkalla, Schlangenwurz, Schlangenkraut, Sumpf-Schlangenwurz oder Schweinsohr genannt, ist die einzige Pflanzenart der Gattung Calla und der Unterfamilie Calloideae innerhalb der Familie der Aronstabgewächse (Araceae). Der Gattungsname leitet sich von altgriechisch καλός kalós („schön“) ab, das Epitheton palustris bedeutet 'sumpfbesiedelnd, dem Sumpf zugehörig'.
Die Sumpf-Calla wurde zur Blume des Jahres 1988 gewählt.

## Beschreibung

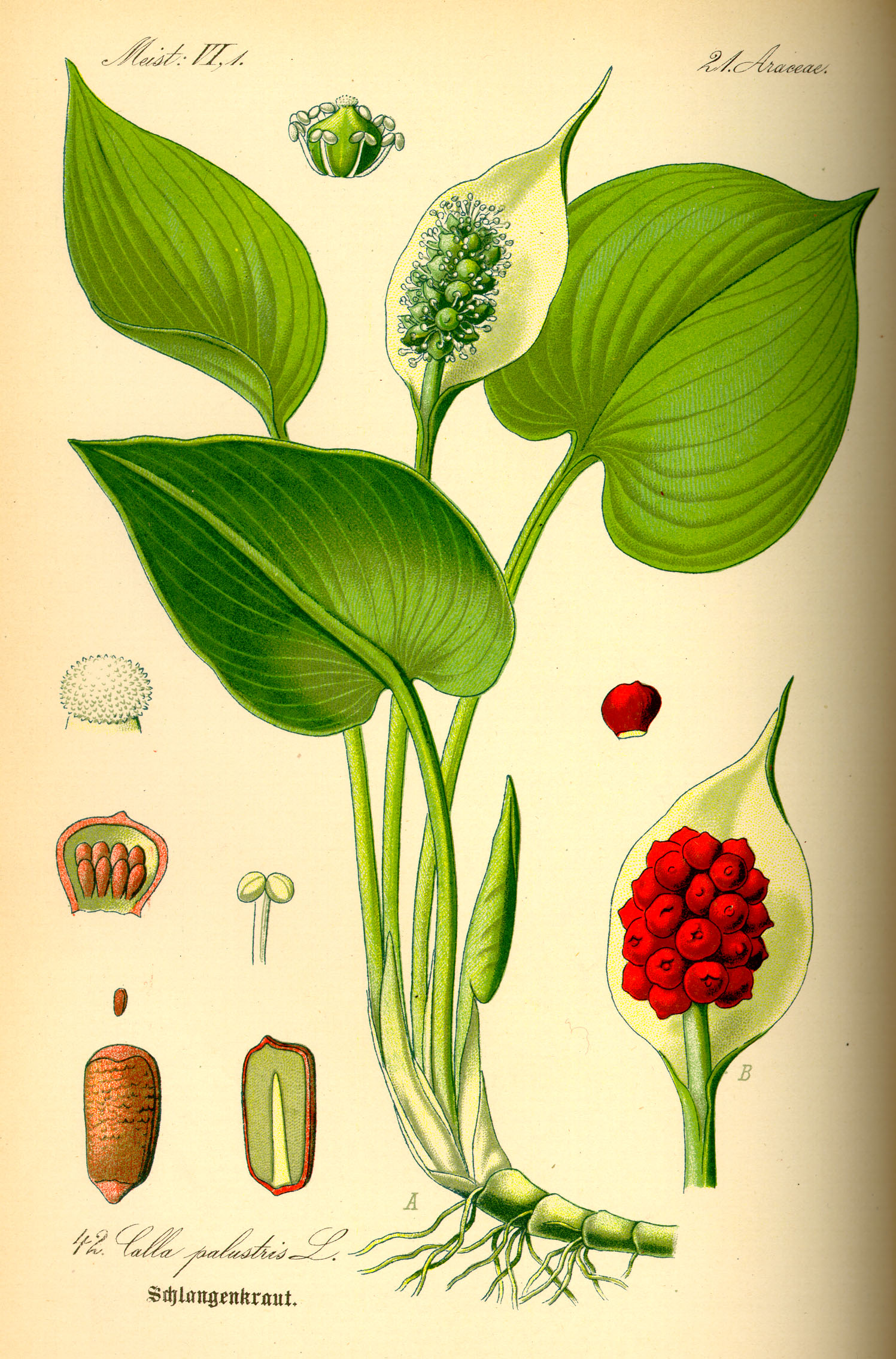
Illustration der Sumpf-Calla oder Drachenwurz (Calla palustris)

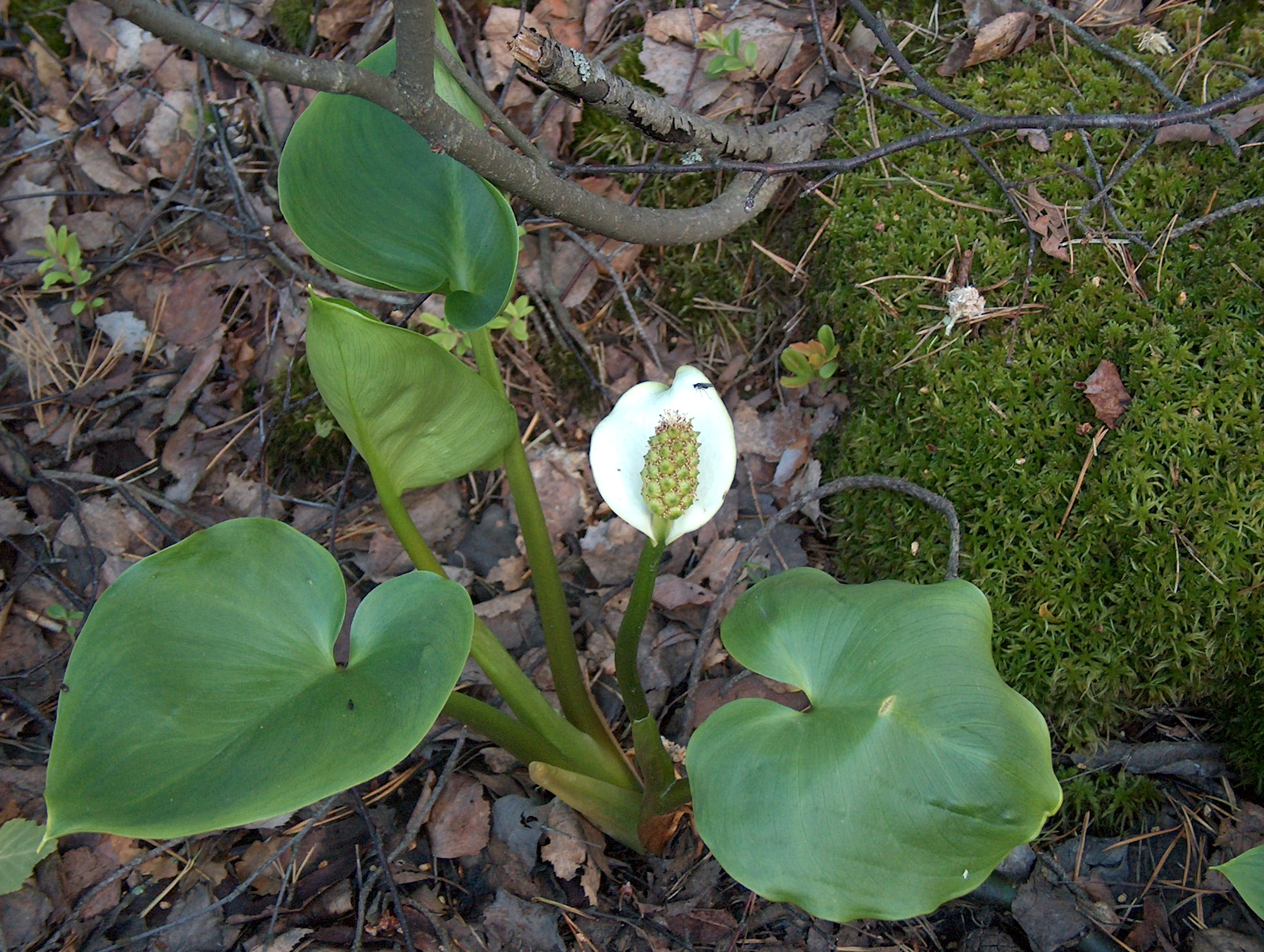
Sumpfkalla (Calla palustris)

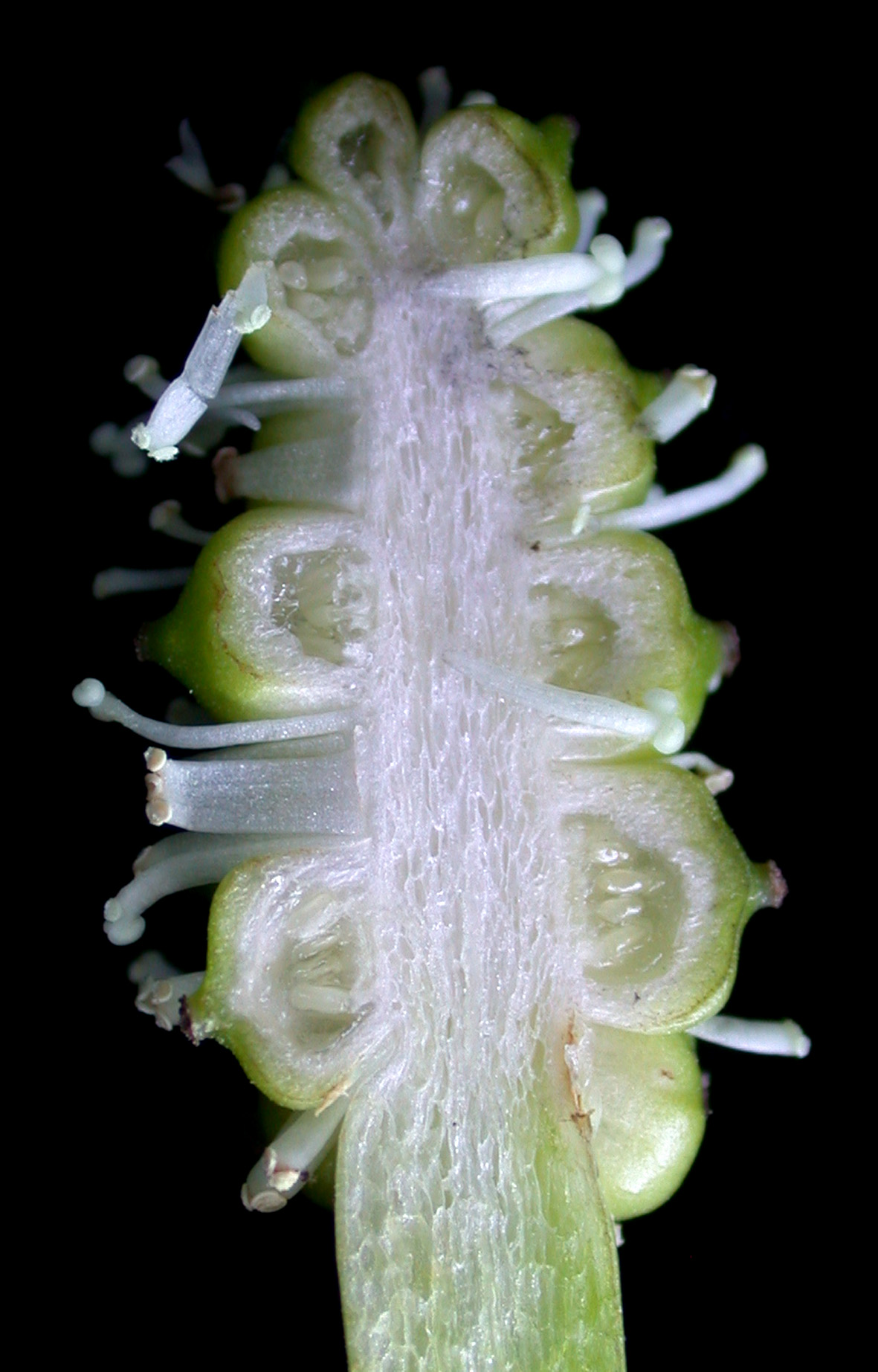
Längsschnitt durch eine blühenden Kolben

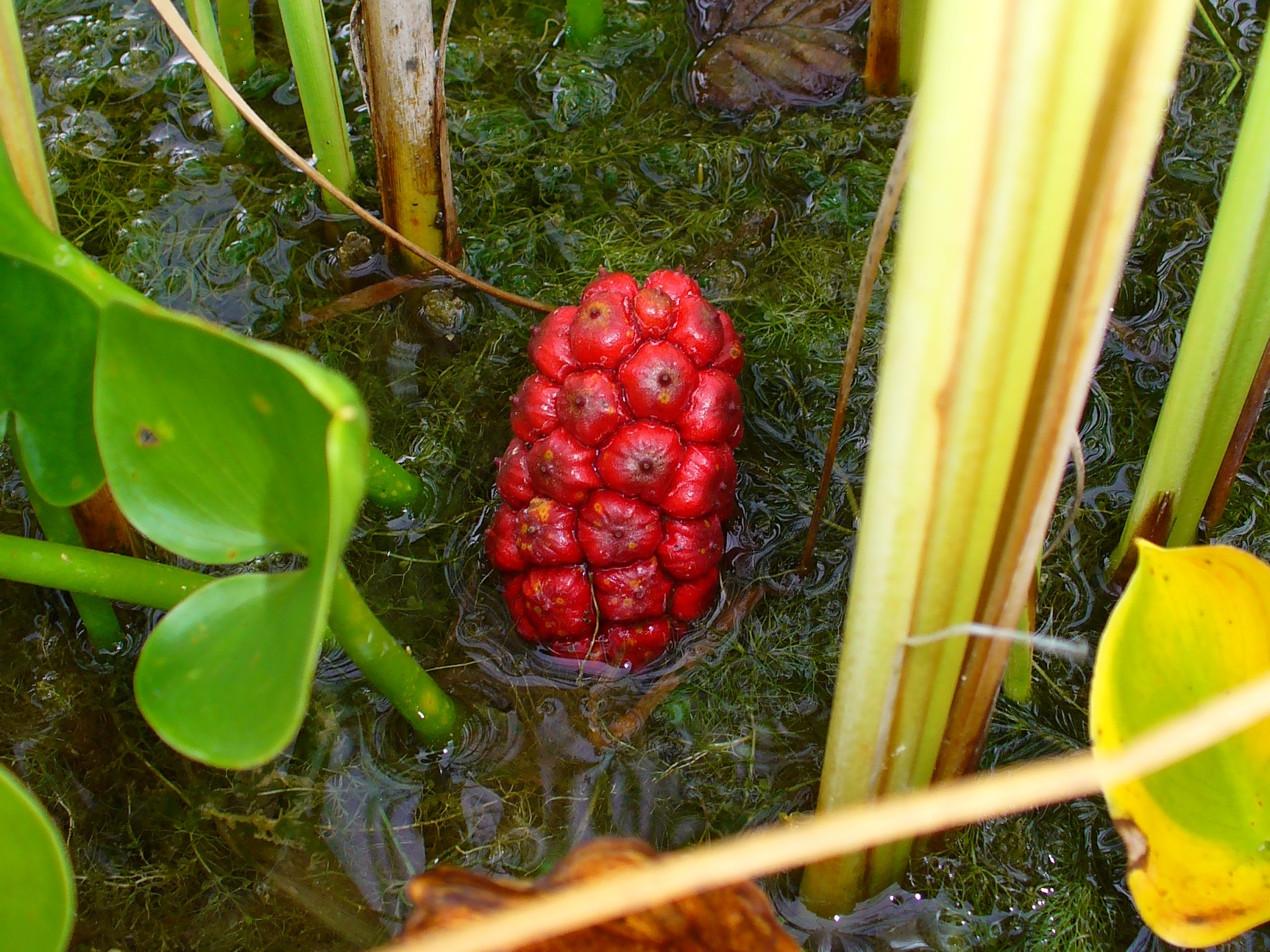
Drachenwurz fruchtend

### Erscheinungsbild und Blätter
Drachenwurz ist eine Sumpfpflanze. Sie ist eine kräftig grüne, ausdauernde krautige Pflanze, die Wuchshöhen von bis zu 50 Zentimetern erreicht. Als Überdauerungsorgan bildet dieser Helophyt ein bis zu 50 Zentimeter weit kriechendes grünes Rhizom, das mit einem Durchmesser von meist ein bis zwei, selten bis drei Zentimeter robust und zylindrisch ist. Dabei ist es an den Knoten (Nodien) etwas schwammartig und bewurzelt.
Am Stängel befinden sich dicht zusammen wenige Laubblätter und Cataphylle. Die Cataphylle sind mit einer Länge von 10 Zentimeter lanzettlich und zugespitzt. Die wechselständig und zweizeilig angeordneten Laubblätter sind in Blattscheide, Blattstiel und Blattspreite gegliedert. Die Blattscheide ist mit einer Länge von meist sieben bis acht (bis 12) Zentimeter zungenförmig und besitzt freie Ligulae. Der grüne Blattstiel ist stielrund im Querschnitt und meist 12 bis 24 Zentimeter (sechs bis 30, selten sogar bis 40 Zentimeter) lang. Die einfache ledrige grüne Blattspreite ist mit einer Länge von (vier bis) meist sechs bis 14 Zentimeter und einer Breite von (vier bis) meist sechs bis 14 Zentimeter breit eiförmig-herzförmig bis herzförmig-kreisförmig mit aufgesetzter Spitze. Vom starken Mittelnerv gehen auf jeder Seite meist 10 bis 14 (acht bis 18) fast parallele Seitennerven 1. Ordnung ab. Dazwischen liegen gefiederte Seitennerven 2. Ordnung. Die direkt am Blattrand liegenden Nerven sind unscheinbar.

### Blütenstand und Blüten
Die Blütezeit reicht von Mai bis Juli. Der einzeln und aufrecht stehende unbeblätterte grüne stielrunde Blütenstandschaft besitzt eine Länge von 15 bis 30 Zentimeter und einen Durchmesser von acht bis 12 Millimeter. Wie bei den Aronstabgewächsen üblich besteht der Blütenstand aus einem einzigen Hochblatt (Spatha), das den Kolben (Spadix) umgibt. Die haltbare und zur Blütezeit offene Spatha ist innen weiß und außen grün. Sie ist mit einer Länge von meist drei bis sechs (drei bis acht) Zentimeter und einer Breite von drei bis 3,5 (bis fünf) Zentimeter elliptisch bis eiförmig sowie zugespitzt mit einer etwa ein Zentimeter langen Spitze. Der zylindrische gelbe Kolben besitzt eine Länge von 1,5 bis drei Zentimeter und einen Durchmesser von sieben bis 15 Millimeter. Er endet stumpf. Auf seiner ganzen Länge ist er dicht mit vielen Blüten besetzt.
Die meist zwittrigen, im oberen Bereich des Kolbens manchmal männlichen Blüten sind stark reduziert; es sind keine Blütenhüllblätter vorhanden. Die gelblich-grünen Blüten sind meist zwei bis 2,2 (bis 2,5) Millimeter groß. Es sind meist sechs, manchmal neun bis zwölf freie Staubblätter vorhanden. Die Staubfäden sind verbreitert. Die kleinen Pollenkörner sind kugelig. Der eiförmige Griffel besteht aus einem einkammerigen Fruchtknoten mit sechs mit neun, selten mehr anatropen und länglichen Samenanlagen, sowie einer fast kugeligen, kleinen Narbe.

### Fruchtstand, Früchte und Samen
Im mit einer Länge von (zwei bis) meist drei bis fünf Zentimeter und einem Durchmesser von (1,5 bis) meist 2,5 bis 3,5 Zentimeter fast kugeligen bis breit ellipsoiden Fruchtstand stehen die Beeren dicht zusammen. Die mit einer Länge von (fünf bis) meist sechs bis 12 Millimeter und einem Durchmesser von (vier bis) meist fünf bis 10 Millimeter kugelig-konischen Beeren färben sich bei Reife zwischen August und September rot. Die Beeren enthalten meist vier bis neun Samen. Die braunen Samen sind mit einer Länge von drei bis fünf Millimeter und einem Durchmesser von etwa zwei Millimeter länglich-zylindrisch bis fast ellipsoid. Die Samenschale (Testa) ist dick und es ist viel Endosperm vorhanden.

### Chromosomenzahlen
Die Chromosomenzahlen betragen 2n = 36, 4n = 72.

## Ökologie
Die Drachenwurz ist ein Rhizom-Geophyt bzw. eine Sumpfpflanze. Das Rhizom ist walzig, grün, bis 0,5 Meter lang, oberirdisch kriechend, mit Aerenchym als Anpassung an den Sumpfstandort.
Der kolbenartige Blütenstand ist von einer Spatha umgeben, die im Gegensatz zum Gefleckten Aronstab (Arum maculatum) vergrünt und oben offen ist. Die Einzelblüten sind meist zwittrig, ohne Blütenhülle vorweiblich und ohne Nektar. Bestäuber sind vor allem Aasfliegen und kleine Käfer. Angaben über die Bestäubung durch Schnecken wurden angezweifelt, könnten aber doch richtig sein. Blütezeit ist von Mai bis Juli.
Die Früchte sind scharlachrote, klebrige Beeren mit je 4–10 schleimigen Samen. Nach der Blüte verlängert sich der Fruchtstand und wächst bis zum Erdboden bzw. zum Wasser hin. Die reifen Beeren lösen sich leicht vom Kolben ab. Da das Fruchtfleisch große, luftgefüllte Interzellularen besitzt, können sie gut schwimmen. Durch Aufplatzen entlassen sie ebenfalls schwimmfähige Samen, die auch an Wasservögeln anhaften.
Die vegetative Vermehrung erfolgt durch das Rhizom.

## Vorkommen
Die Drachenwurz ist in den gemäßigten bis subarktischen Gebieten der Nordhalbkugel weit verbreitet. Man findet sie in Eurasien und Nordamerika. In Europa kommt sie besonders in Nordeuropa und Mitteleuropa vor; sie fehlt in Spanien, Portugal, auf der Balkanhalbinsel, in Ungarn, Irland, Island und Moldau. In Großbritannien ist sie ein Neophyt. In Mitteleuropa ist diese Pflanzenart selten.
Die Drachenwurz gedeiht in Waldsümpfen, Zwischenmooren, Erlen- und Birkenbruchwäldern und am Rande von Hochmooren, an Fließ- und Stillgewässern und auf feuchten Wiesen, oft steht sie zwischen Torfmoosen (Sphagnum). Sie ist eine Charakterart der Assoziation Cicuto-Caricetum pseudocyperi aus dem Verband Phragmition. Sie steigt am Pass Thurn in Tirol bis 1270 Meter Meereshöhe auf.
Die ökologischen Zeigerwerte nach Landolt et al. 2010 sind in der Schweiz: Feuchtezahl F = 5w+ (überschwemmt aber stark wechselnd), Lichtzahl L = 3 (halbschattig), Reaktionszahl R = 3 (schwach sauer bis neutral), Temperaturzahl T = 4 (kollin), Nährstoffzahl N = 2 (nährstoffarm), Kontinentalitätszahl K = 3 (subozeanisch bis subkontinental).

## Gefährdung
Durch den Rückgang der Feuchtgebiete ist die Pflanze in Teilen von Deutschland heute gefährdet, im Alpenraum ist sie stark gefährdet bzw. regional vom Aussterben bedroht. Nach dem deutschen Bundesnaturschutzgesetz (BNatSchG) ist die Art besonders geschützt, vollkommen geschützt ist sie in den österreichischen Bundesländern. In der Schweiz ist die Art stark gefährdet.

## Systematik
Die Gattung Calla wurde 1753 durch Carl von Linné mit der Typusart Calla palustris in Species Plantarum, Tomus 2, S. 968 aufgestellt. Der botanische Gattungsname Calla ist vom griechischen Wort κάλος kalós für schön abgeleitet und das Artepitheton palustris aus dem lateinischen Wort paluster für sumpfig. Stephan Ladislaus Endlicher stellte die Unterfamilie der Calloideae 1837 in pub. Gen. Pl. = Genera plantarum secundum ordines naturales disposita, S. 239 auf. Synonyme für Calla L. sind: Aroides Heister ex Fabricius, Callaria Raf., Provenzalia Adans.

## Trivialnamen
Für den Drachenwurz bestehen bzw. bestanden, zum Teil auch nur regional, auch die weiteren deutschsprachigen Trivialnamen: Drachenschwanz, Froschlöffel (Schlesien), Papierblume (Schweiz), klein Schlangenkraut, Schlangenwurz, Schweinkraut (Ostpreußen), Schweineuhr (im Sinne von Schweineohr, Frankfurt an der Oder), Teschk (Pommern), Wasserdrachenwurz, roter Wasseringfer, Wassernatterwurz und Wasserschlangenkraut.
Abgrenzung: Die diversen Pflanzen, die im Blumenhandel mit dem Trivialnamen „Calla“ oder in Fehlschreibung „Kalla“ bezeichnet werden, gehören zumeist der Gattung Zantedeschia an. In Südeuropa kommt die Gattung der Drachenwurzen (Dracunculus) mit dem häufigsten Vertreter Gemeine Drachenwurz vor, die ebenfalls zur Familie der Aronstabgewächse gehört. 

## Giftigkeit
Wie bei vielen anderen Vertretern der Aronstabgewächse sind alle Teile der Sumpf-Calla giftig. Die Ursachen hierfür sind jedoch nicht eindeutig. Es werden sowohl den vorhandenen Salzen der Oxalsäure als auch dem Aroin toxische Wirkung zugeschrieben.
Es gibt kaum dokumentierte Fälle von Vergiftungen. Bei Aufnahme größerer Mengen der Pflanze kommt es zu Durchfall und Lähmungen des Zentralen Nervensystems. Auf die Haut wirkt die Pflanze, vor allem die Wurzeln, reizend.

## Bilder

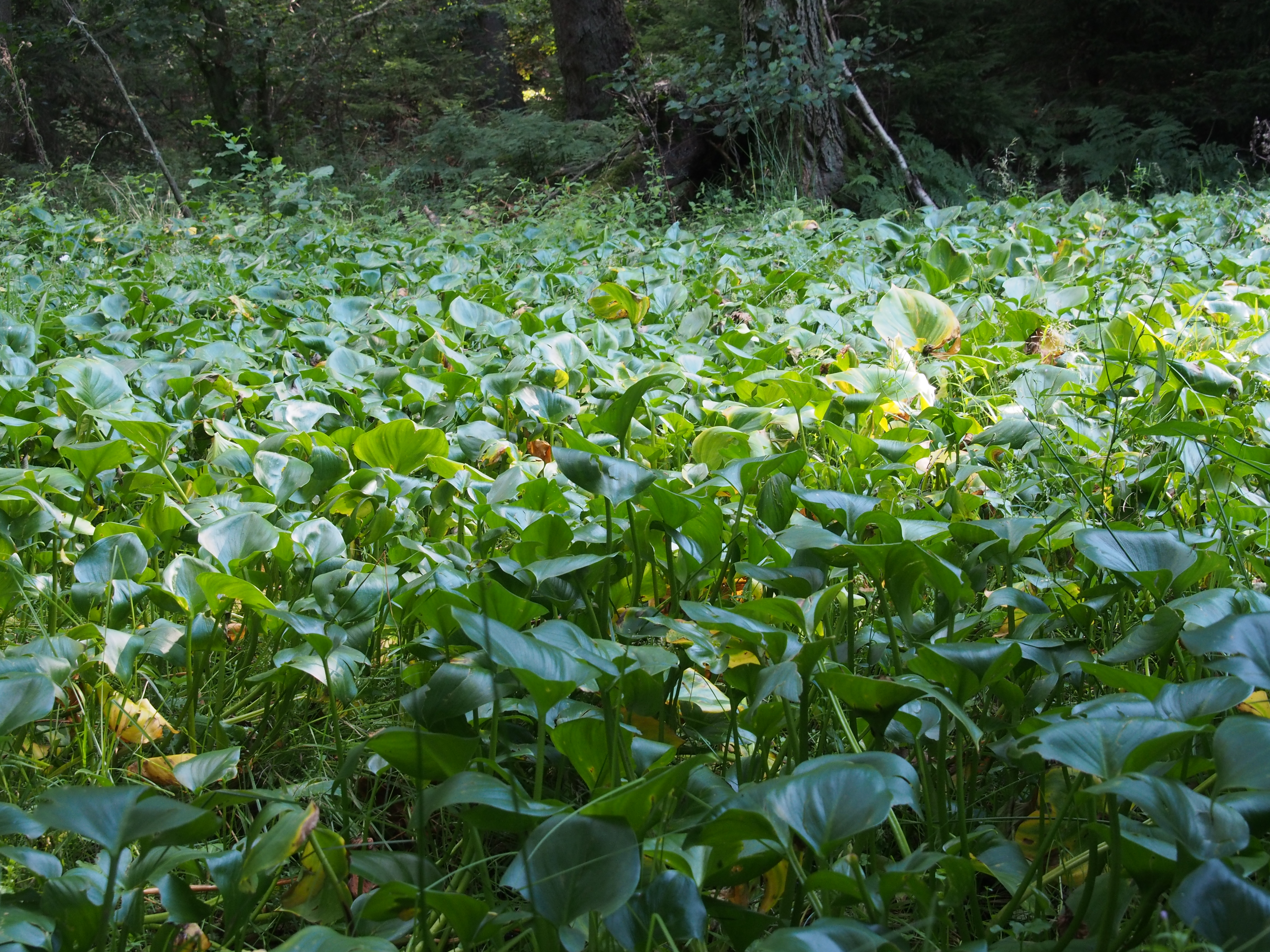
Großer Bestand im Naturpark Südheide
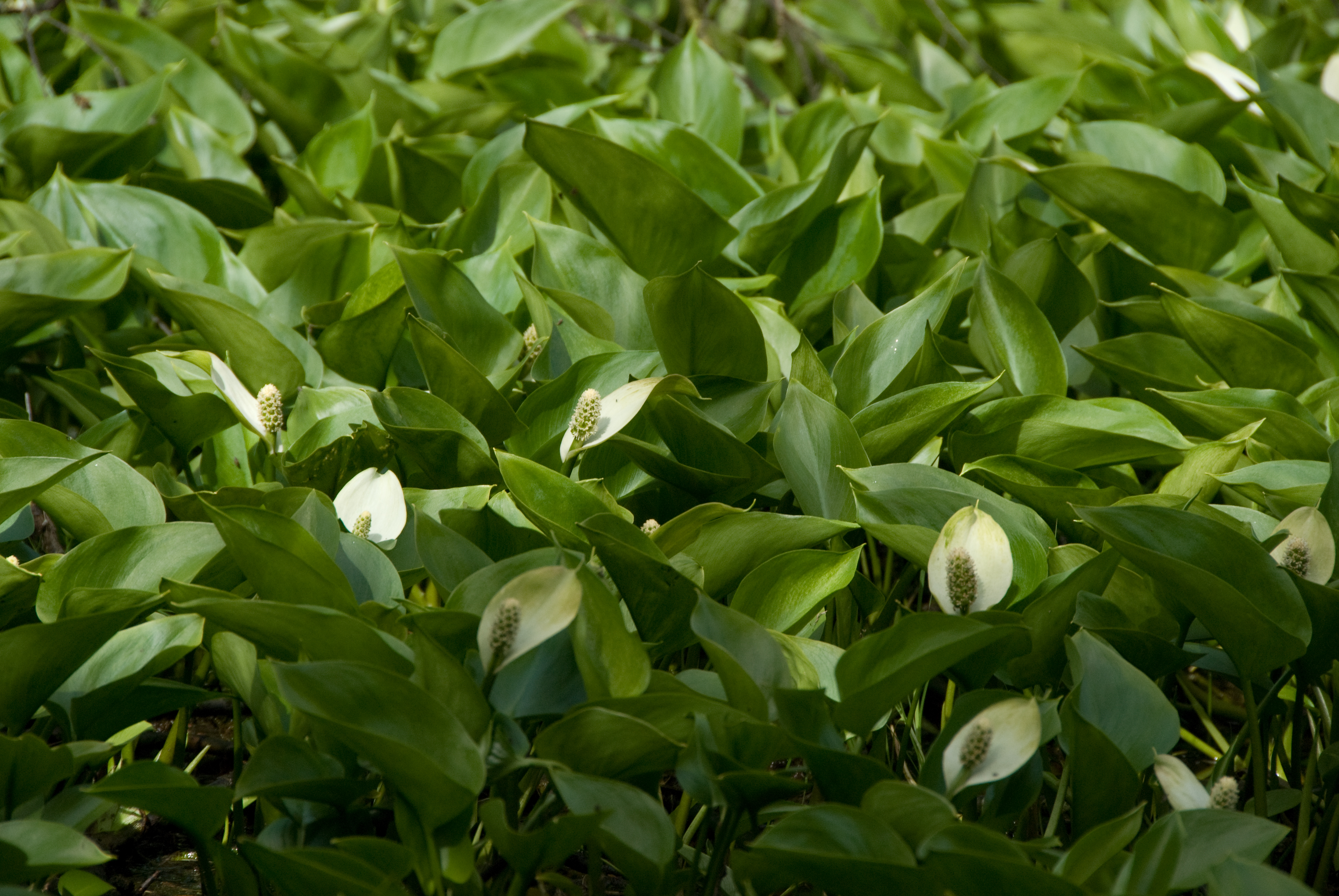
Drachenwurz bedeckt einen ganzen Tümpel im Dosenmoor
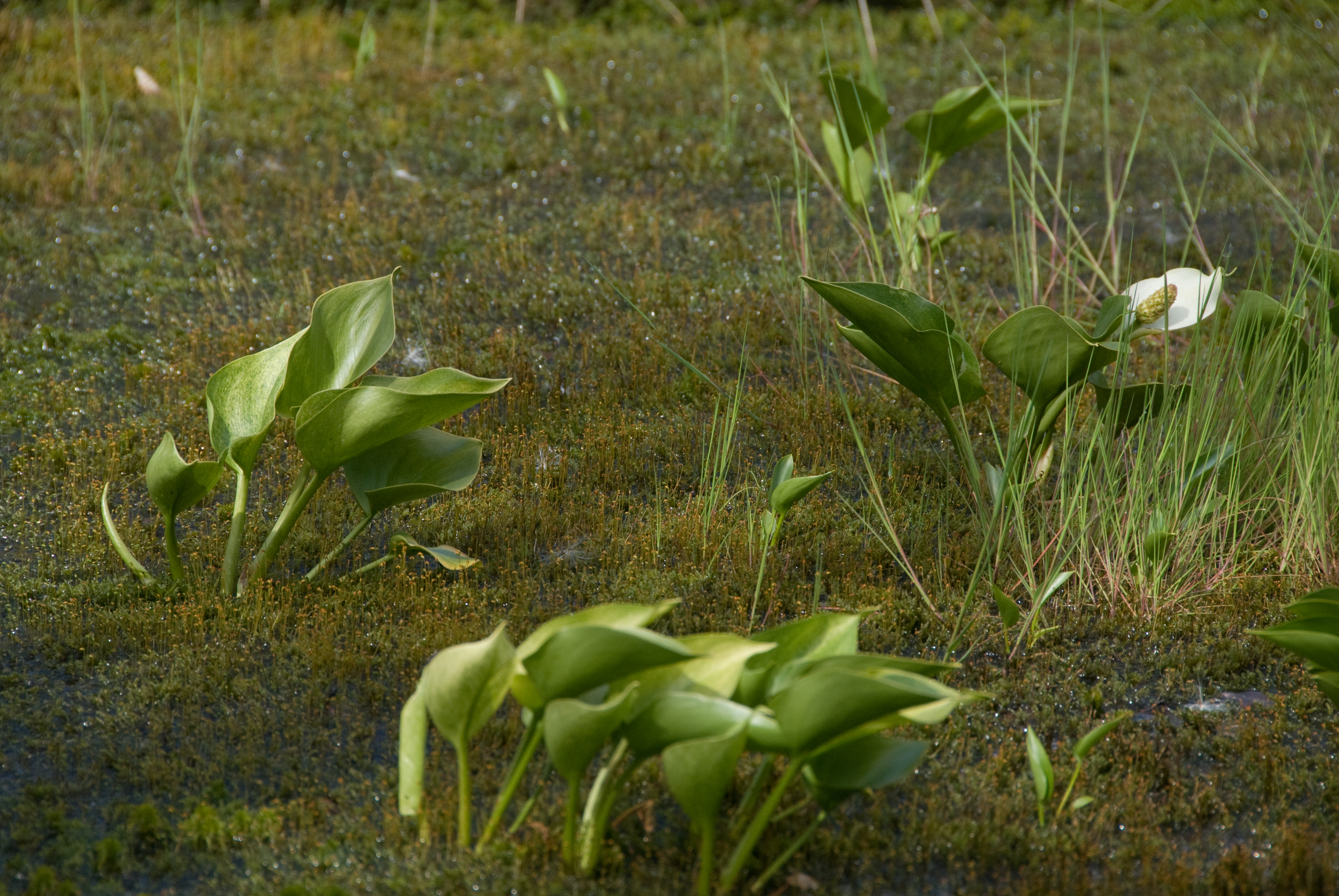
Einzelne Drachenwurz-Exemplare im Dosenmoor
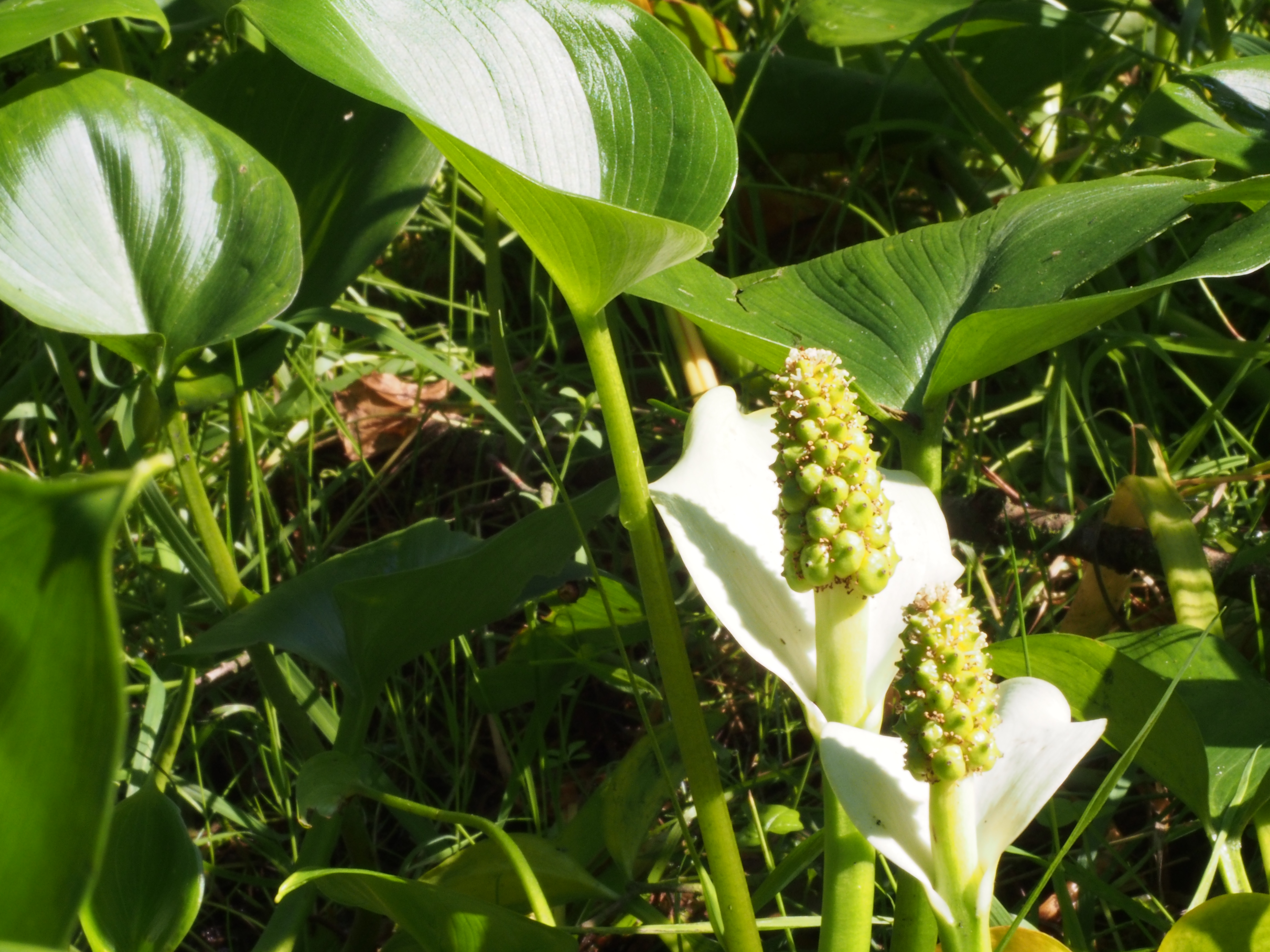
Fruchtstand mit unreifen Beeren
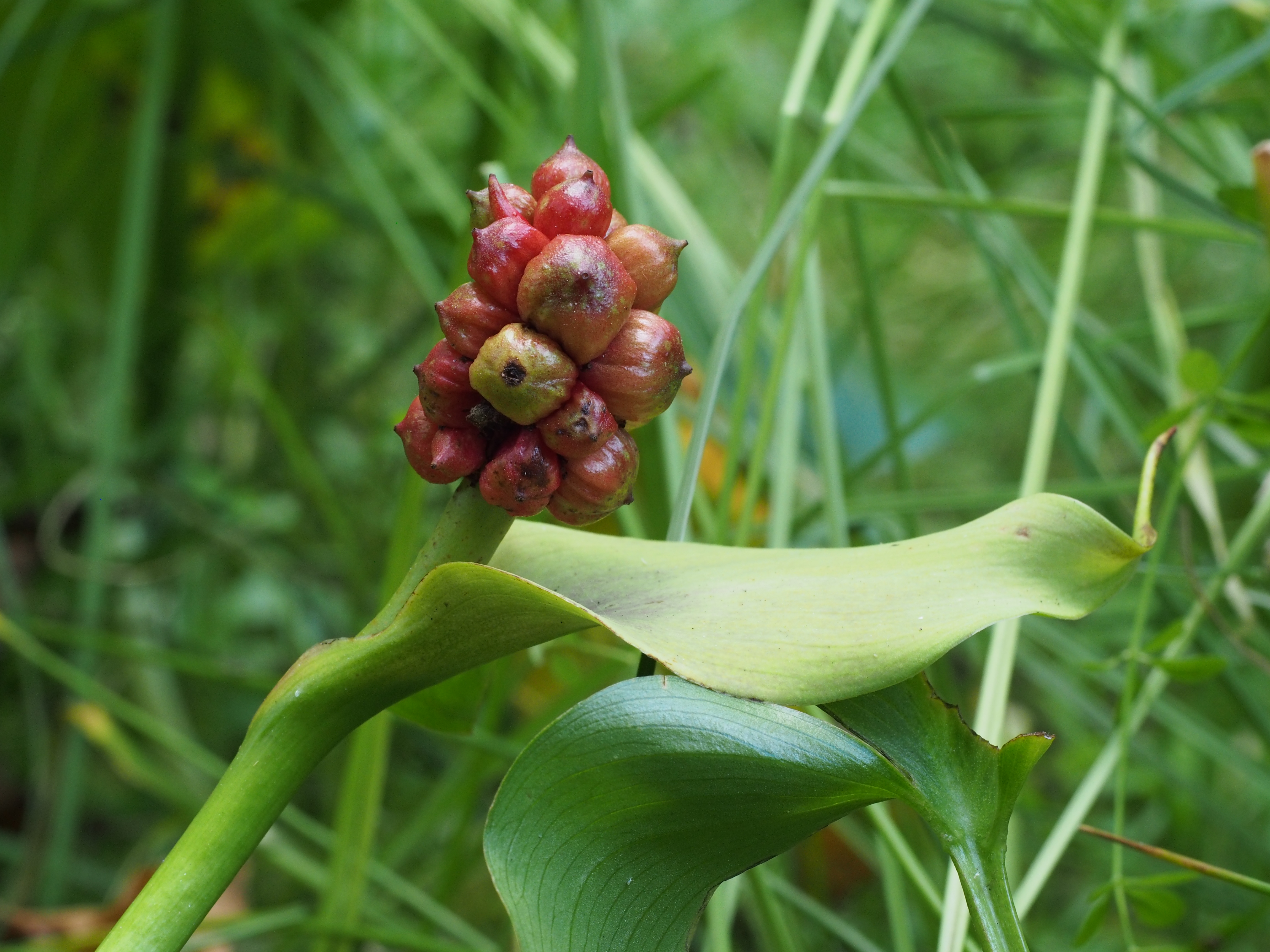
Fruchtstand mit reifen Beeren